# Nobody Knows Me
Nobody Knows Me è un singolo promozionale della cantautrice statunitense Madonna, pubblicato il 15 ottobre 2003. 

## Esibizioni dal vivo
Il singolo è stato inserito nella scaletta del Re-invention Tour ed è stato definito dalla critica una traccia punti più alti del concerto.